# Serialisme integral
El serialisme integral és una tècnica de composició musical, que representa un pas més en la línia d'organització musical de les tècniques dodecafòniques. En el serialisme integral s'estableix un ordre no sols per a la successió d'altures de les notes, com en el dodecafonisme, sinó també per a altres paràmetres musicals: durades, dinàmiques, atacs o timbres. Aquestes sèries i les seves transformacions apareixen durant el transcurs d'una obra.
La tècnica es diu serialisme integral per a diferenciar-la del serialisme limitat del dodecafonisme.
Un exemple prototípic d'aquesta tècnica es pot trobar en l'obra Mode de valeurs et d'intensités d'Olivier Messiaen dins dels Quatre études de rythme per a piano. En aquesta peça el compositor estableix "modes" (o sèries) de 36 altures, 24 duracions, 12 atacs i 7 dinàmiques.
Compositors que van utilitzar aquest sistema: 
- Karlheinz Stockhausen
- Olivier Messiaen
- Ernst Krenek
- Milton Babbitt
- Pierre Boulez